# Супермен: Анимационният сериал
„Супермен: Анимационният сериал“ (на английски: Superman: The Animated Series) е американски анимационен сериал от края на 90-те години на 20 век. Официалното заглавие на сериала е просто „Супермен“ и в него участва и самият Супермен. Уорнър Брос поставя същото „по-модерно и по-сериозно“ анимационно отношение към емблематичния персонаж на ДиСи Комикс, по същия начин както прави и с успешно продуцирания сериал „Батман: Анимационният сериал“. Резултатът от това е шоу, възхвалено от феновете на комиксите и анимацията, на което от някои се гледа като на най-добрата адаптация по Супермен, правена някога.
Започвайки излъчването си 10 години след пресъздаването на комиксовия персонаж Супермен, анимационните серии отдават почит и на класическата стара версия на героя, и на по-новият, модерен вариант. Може би най-забележителното е, че Кларк Кент показва по-агресивната личност използвана от Джон Бърн в неговото пресъздаване на комиксовото събитие. В сериала са включени елементи на Супермен от всички ери на историята му, особено в описанието на Криптон, планетата на която Супермен се е родил, феновете възхваляват „модернизацията“ на произхода на Супермен, който контрастира с пресъздаването на Джон Байърн, а други харесват повече по-новата комиксова версия. Също така злият компютър Брейниак е не само от Криптон, но също така е и отговорен за осуетяването на това, новината за унищожението на планетата, да достигне до народа. Друго нововъведение е това, че корабът, който носи малкия Кал-Ел до Земята, е проектиран да кацне меко след достигане на дестинацията си, което го оставя в перфектно състояние през юношеството на Супермен и той е използван от него в превозванията му на дълго разстояние в космоса.
По средата на излъчването си, епизодите на „Супермен“ са съчетани с тези на „Новите приключения на Батман“, за да се получи „Новите приключения на Батман и Супермен“. Персонажите на Супермен и Батман са вкарани в нов анимационен сериал – „Лигата на справедливостта“, в който участват и други известни герои на ДиСи комикс, като Жената-чудо, Зеления фенер и Светкавицата.

## Епизоди
Вижте: Списък с епизоди на Супермен: Анимационният сериал

## Актьорски състав

### Главен състав
- Тим Дейли – Супермен/Кларк Кент/Кал-Ел
- Дейна Дилейни – Лоис Лейн

### Поддържащ състав
- Джоузеф Болоня – лейтенант Даниъл „Дан“ Търпин
- Виктор Бранд – професор Емил Хамилтън
- Джордж Дзундза – Пери Уайт
- Дейвид Кауфман – Джеймс „Джими“ Олсън
- Майк Фарел – Джонатан Кент
- Шели Фабаръс – Марта Кент
- Кланси Браун – Лекс Лутор
- Лиса Едълстийн – Мърси Грейвс
- Брад Гарет – Бибо
- Джоули Фишър – Лана Ланг
- Никол Том – Кара/Супергърл
- Джейсън Марсдън – младият Кларк Кент/Кал-Ел
- Кели Шмид – младата Лана Ланг

### Злодеи
- Майкъл Айрънсайд – Дарксайд
- Кори Бъртън – Брейниак
- Малкълм Макдауъл – Джон Корбън/Метало
- Рон Пърлман – Джакс-Ър
- Лесли Ийстърбрук – Мала (в два епизода)
- Сара Дъглас – Мала (в един епизод)
- Брад Гарет – Лобо
- Гилбърт Готфрид – господин Миксдаплюиш
- Бъд Корт – Кукловода
- Брайън Джеймс – Руди Джоунс/Паразита
- Лори Пити – Лесли Уилис/Жицата
- Тим Дейли – Бизаро
- Майкъл Дорн – Калибак
- Шарън Лоурънс – Максима
- Брус Уайц – Бруно Манхайм

## Издания на DVD
| Име на DVD                               | Дата на излизане в САЩ | Епизоди |
| ---------------------------------------- | ---------------------- | ------- |
| „Супермен: Анимационният сериал – Том 1“ | 25 януари 2005 г.      | 18      |
| „Супермен: Анимационният сериал – Том 2“ | 6 декември 2005 г.     | 18      |
| „Супермен: Анимационният сериал – Том 3“ | 20 юни 2006 г.         | 18      |

## „Супермен: Анимационният сериал“ в България
„Супермен: Анимационният сериал“ или накратко „Супермен“ започва излъчването си в България на 10 декември 2006 г. по Нова телевизия като част от детската програма „Часът на Уорнър“, всяка неделя (с някои изключения) от 09:00 и завършва на 25 ноември 2007 г., като е дублиран на български. Ролите се озвучават от артистите Биляна Петринска, Петя Миладинова, Радосвета Василева, Васил Бинев, Борис Чернев, Стефан Димитриев и Христо Чешмеджиев. Дублажът е осъществен в Арс Диджитал Студио, чието име не се споменава във финалните надписи.
На 22 април 2008 г. сериалът започва повторно излъчване по Диема Фемили, всеки делничен ден от 15:50. На 7 юни 2010 г. започва още веднъж, всеки делничен ден от 06:00 и завършва на 19 август. Дублажът е на студио Медиа Линк. Ролите се озвучават от артистите Ася Братанова, Живка Донева, Живко Джуранов и Петър Чернев.
На 8 ноември 2010 г. започва повторно излъчване по Диема, всеки делничен ден от 06:45.
На 5 януари 2013 г. започва повторно по bTV, всяка събота от 06:30 по два епизода (с някои изключения) и приключва на 20 юли. Ролите се озвучават от артистите Биляна Петринска, Радосвета Василева, Георги Георгиев – Гого, Христо Чешмеджиев и Васил Бинев.
На 24 юли 2013 г. започва по bTV Action, всеки делничен ден от 07:00 по три епизода с повторение на следващия ден от 06:00 и излъчванията приключват съответно на 19 и 20 август.

### Издания на DVD в България
Преди излъчването в България, Съни Филмс издават четири епизода на DVD под заглавието „Супермен: Късче от дома“ със субтитри на български.